# Асканії
Асканії (нім. Askanier) — княжа династія у Німеччині. Назва роду походить від латинізованої форми Ascharia назви їхніх володінь у Ашерслебені. З XI століття вони жили у східній Саксонії.

## Короткі відомості
Першим відомим представником роду був граф Адальберт Балленштедтський (перша половина XI ст.).

## Гілки роду

### Бранденбурзька гілка
Засновником став Оттон I, старший син Альбрехта I Бранденбурзького.

### Саксонська гілка
Започаткував гілку Бернхард III (1140–1212), молодший син Альбрехта I Бранденбурзького.

#### Саксен-Лауенбурзька гілка
Засновником був старший син Альбрехта I Саксонського, Йоганн I (пом. 1286).

#### Саксен-Віттенберзька гілка
Родоначальником був молодший син Альбрехта I Саксонського, Альбрехт II (пом. 1298).

### Ангальтська гілка

#### Гілка Ангальт-Дессау
Засновником гілки став Йоганн Георг II (1567–1618), старший син князя Йоахима Ернста. Від шлюбу його внука Йоганна Георга II з Генрієттою Катериною Оранська-Нассау народилася Єлизавета Альбертіна Ангальт-Дессауська, дружина герцога Саксен-Вайзенфельс-Барбі Генріха.
Леопольд IV Фрідріх Ангальтський у 1847 році успадкував Ангальт-Кетен, а 1863 року — Ангальт-Цербст та Ангальт-Бернбург, і став правителем об'єднаного Ангальтського герцогства. 1871 року Ангальтське герцогство увійшло до складу Німецької імперії.

#### Гілка Ангальт-Кетен-Плесс (1818–1847)
Фердинанд Фридрих Ангальт-Кетен-Плесський (1769–1830)
Генріх Ангальт-Кетен-Плєсський (1778–1847)

#### Гілка Ангальт-Бернбург (1603–1863)

##### Гілка Ангальт-Бернбург-Шаумбург-Хойм (1773–1812)
Віктор Амадей фон Ангальт-Бернбург-Шаумбург-Гойм